# Titularbistum Phaena
Phaena  ist ein Titularbistum der römisch-katholischen Kirche.
Es geht zurück auf einen untergegangenen Bischofssitz in der gleichnamigen antiken Stadt, die in der römischen Provinz Arabia Petraea lag. Der Bischofssitz war der Kirchenprovinz Bostra zugeordnet.
| Titularbischöfe von Phaena |               |                                                                         |               |               |
| Nr.                        | Name          | Amt                                                                     | von           | bis           |
| 1                          | Charles Massé | Weihbischof in Luçon (Frankreich)                                       | 27. Juli 1938 | 8. Mai 1969   |
| 2                          | Jihad Battah  | Weihbischof im Syrisch-katholischen Patriarchat von Antiochia (Libanon) | 1. März 2011  | 22. Juni 2019 |